# Eugène Louis Hubert Marie van Mierlo

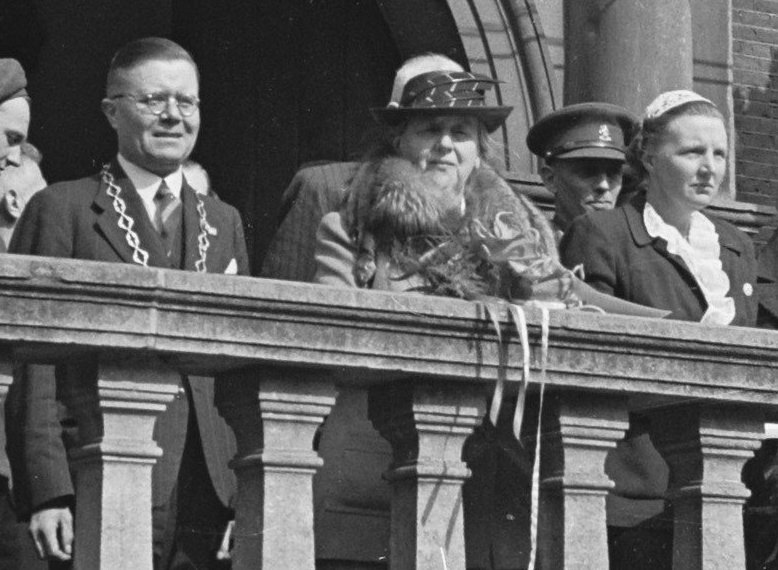
Mr. E.L.H.M. van Mierlo, koningin Wilhelmina en prinses Juliana op bordes van stadhuis van Breda (mei 1945)

Eugène Louis Hubert Marie van Mierlo (Breda, 18 augustus 1900 – 3 november 1976) was een Nederlands politicus van de RKSP.

## Levensloop
Hij werd geboren als zoon van kassier Hermanus Henricus van Mierlo (1866-1944) en Anna Maria Josephina Hubertina Sassen (1874-1914). Hij studeerde in 1924 af in de rechten aan de Universiteit van Amsterdam en was daarna werkzaam bij een advocatenkantoor in Tilburg. Twee jaar later vestigde hij zich als advocaat en procureur in Breda en werd in 1927 actief in de lokale politiek, als lid van de gemeenteraad en wethouder. 
In september 1941 werden in het bezette Nederland alle gemeenteraden en colleges van burgemeester en wethouders ontbonden. Wethouders konden als adviseur van de burgemeester aanblijven maar in 1942 werd Van Mierlo vanwege zijn anti-Duitse gezindheid alsnog ontslagen. Na de bevrijding van Breda op 29 oktober 1944 keerde hij terug als wethouder. Omdat B.W.T. van Slobbe eind 1944 gestaakt werd, om verantwoording te kunnen afleggen over zijn burgemeesterschap tijdens de bezettingsjaren, fungeerde Van Mierlo van december 1944 tot oktober 1945 als locoburgemeester van Breda. 
Van 1946 tot zijn pensionering in 1965 was hij de burgemeester van de gemeente Gilze en Rijen. In 1976 overleed hij op 76-jarige leeftijd.
In Gilze is naar hem de 'Burgemeester van Mierlostraat' vernoemd, en in Rijen is er een basisschool in zijn naam. Zijn oom Jacobus Johannes van Mierlo was een grootvader van minister Hans van Mierlo.